# Pujaikove, Bârzula
Pujaikove (în ucraineană Пужайкове) este un sat în comuna Pesceana din raionul Bârzula, regiunea Odesa, Ucraina.

## Demografie
Componența lingvistică a localității Pujaikove
     Ucraineană (94,73%)
     Română (3,05%)
     Rusă (2,03%)
     Alte limbi (0,14%)
Conform recensământului din 2001, majoritatea populației localității Pujaikove era vorbitoare de ucraineană (94,73%), existând în minoritate și vorbitori de română (3,05%) și rusă (2,03%).